# Marnoz
Marnoz (prononcé [maʁ.no]) est une commune française située dans le département du Jura, dans la région culturelle et historique de Franche-Comté et la région administrative Bourgogne-Franche-Comté. 
Ses habitants sont appelés les Manoulis.
Louis Pasteur y vécut trois ans avec toute sa famille de 1827 à 1830 (de 5 à 8 ans). Ils logèrent dans la maison familiale de sa mère Étiennette, Roqui de son nom de naissance, qui était née dans ce village. La place située devant la maire porte aujourd'hui le nom "Étiennette Roqui".

## Géographie
Marnoz est au nord-ouest de Salins-les-Bains et est limitée à l'est par le ruisseau la Vache et la rivière la Furieuse. Le village se trouve au pied nord du mont Bégon.

### Climat
Pour des articles plus généraux, voir Climat de la Bourgogne-Franche-Comté et Climat du département du Jura.
En 2010, le climat de la commune est de type climat de montagne, selon une étude du Centre national de la recherche scientifique s'appuyant sur une série de données couvrant la période 1971-2000. En 2020, Météo-France publie une typologie des climats de la France métropolitaine dans laquelle la commune est exposée à un climat semi-continental et est dans la région climatique  Jura, caractérisée par une forte pluviométrie en toutes saisons (1 000 à 1 500 mm/an), des hivers rigoureux et un ensoleillement médiocre. 
Pour la période 1971-2000, la température annuelle moyenne est de 10,6 °C, avec une amplitude thermique annuelle de 17,3 °C. Le cumul annuel moyen de précipitations est de 1 289 mm, avec 13,8 jours de précipitations en janvier et 9,3 jours en juillet. Pour la période 1991-2020, la température moyenne annuelle observée sur la station météorologique de Météo-France la plus proche, « Arc-et-Senans », sur la commune d'Arc-et-Senans à 10 km à vol d'oiseau, est de 11,7 °C et le cumul annuel moyen de précipitations est de 1 182,8 mm. 
La température maximale relevée sur cette station est de 41,5 °C, atteinte le 13 août 2003 ; la température minimale est de −25 °C, atteinte le 2 janvier 1971,,. 
Les paramètres climatiques de la commune ont été estimés pour le milieu du siècle (2041-2070) selon différents scénarios d'émission de gaz à effet de serre à partir des nouvelles projections climatiques de référence DRIAS-2020. Ils sont consultables sur un site dédié publié par Météo-France en novembre 2022.

## Urbanisme

### Typologie
Au 1er janvier 2024, Marnoz est catégorisée commune rurale à habitat dispersé, selon la nouvelle grille communale de densité à sept niveaux définie par l'Insee en 2022.
Elle est située hors unité urbaine. Par ailleurs la commune fait partie de l'aire d'attraction de Salins-les-Bains, dont elle est une commune de la couronne,. Cette aire, qui regroupe 14 communes, est catégorisée dans les aires de moins de 50 000 habitants,.

### Occupation des sols
L'occupation des sols de la commune, telle qu'elle ressort de la base de données européenne d’occupation biophysique des sols Corine Land Cover (CLC), est marquée par l'importance des territoires agricoles (56 % en 2018), en augmentation par rapport à 1990 (52,9 %). La répartition détaillée en 2018 est la suivante : 
prairies (42,7 %), forêts (35 %), zones urbanisées (8,9 %), zones agricoles hétérogènes (8,7 %), terres arables (4,6 %). L'évolution de l’occupation des sols de la commune et de ses infrastructures peut être observée sur les différentes représentations cartographiques du territoire : la carte de Cassini (XVIIIe siècle), la carte d'état-major (1820-1866) et les cartes ou photos aériennes de l'IGN pour la période actuelle (1950 à aujourd'hui).

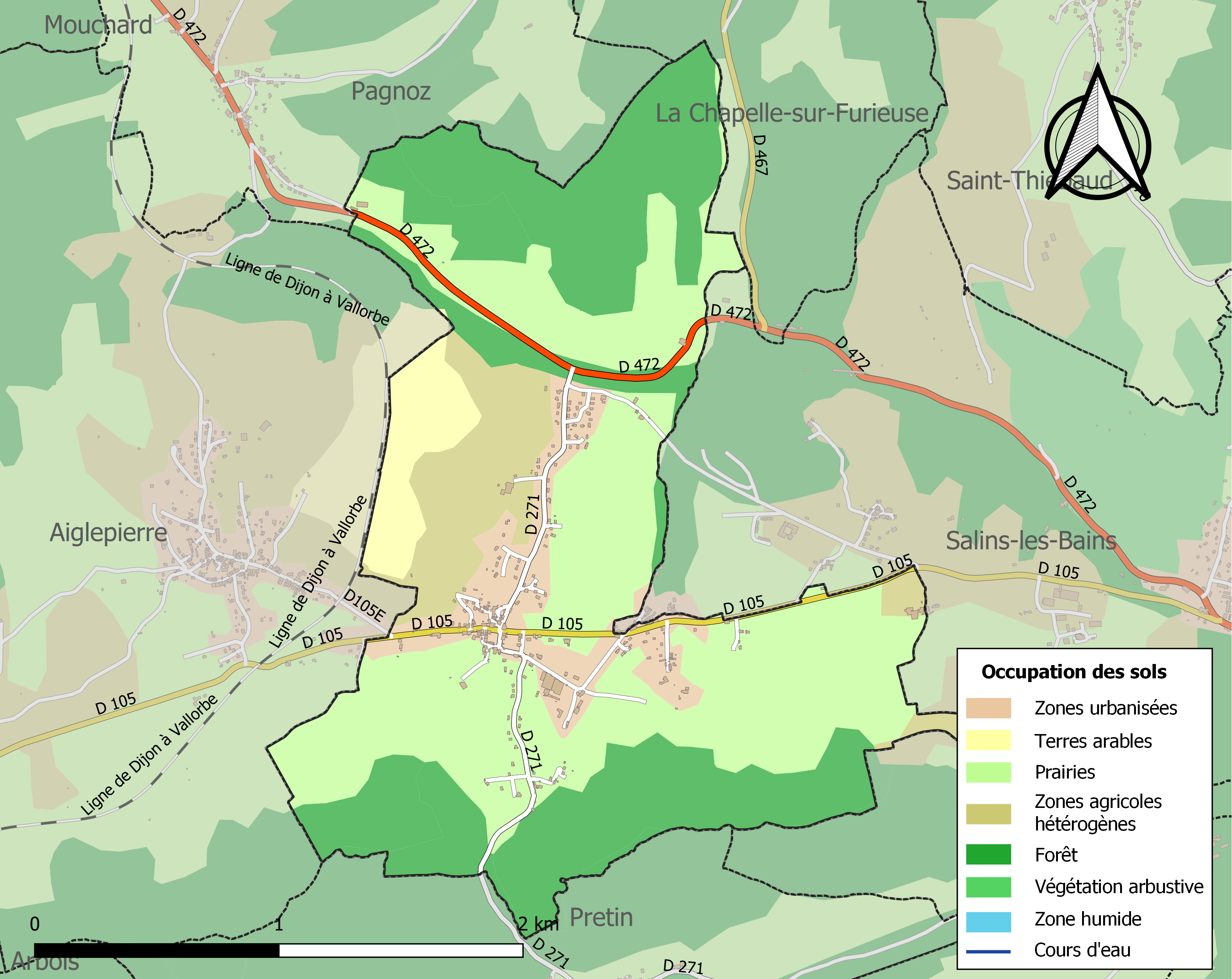
Carte des infrastructures et de l'occupation des sols de la commune en 2018 (CLC).

## Histoire
Le village tiendrait son nom de la marne (roche sédimentaire argileuse) très présente dans la vache, et du suffixe "oz" signifiant "village/hameau".
La seigneurie relevait de la famille de Salins, notamment, pour une bonne part, d'une branche bâtarde issue de Gaucher IV par son fils naturel Gérard/Girard/Géraud de Salins la Bande (fl. au XIIIe siècle), sire de Lemuy. Son fils Guy, marié à Guyette de St-Lothein, enfanta autre Guy de Salins dit Chambier par son mariage avec Etiennette Chambier, d'où Odon de Salins (fl. 1343-1360), père de Jean qui maria Guillemette de Nozeroy avant 1374. Jean de Salins eut pour enfants Guillemette († après 1393) et Guillaume de Salins.
Par ailleurs, un autre domaine appartenait vers 1304-1328 à Jean de Monnet  de Chaumergy (cf. Monnet et Montigny ; les Monnet sont réputés descendre des Salins). Jean II de Montalbert de Montbel (fl. 1369, † 1401 à Poligny), capitaine de Chaussin et chambellan du comte-duc, s'en porta acquéreur et fut l'époux de Marguerite de Montrond-Poligny : d'où Aimé († en 1408, sans postérité de sa femme Jeanne de Rougemont), et Jeanne de Montalbert-Montbel, mariée à Jean de Tenar(r)e de Janly/de Genlis et mère de Jean (II) de Tenarre (1392-† ap. 1448).
Un siècle plus tard, Nicolas de Gilley (v. 1495-1563), un fidèle de Charles Quint, détenait la moitié de la seigneurie de Marnoz qu'avaient acquise en totalité son grand-père Jean (II) et/ou son père Guillaume (VI) de Gilley en rachetant les différentes parts qu'on vient d'évoquer ; ambassadeur, époux en 1526 de Jeanne de Marnix, dame de Crilla et de Lemuy, il devint baron souverain de Franquemont en 1538. Entre autres enfants, Jeanne et Nicolas de Gilley eurent Jean de Marnoz (l'aîné ; † v. 1591 ; poète, écrivain, érudit), Jean de Franquemont (le puîné ; 1530-1577) — ces deux Jean se partagent la seigneurie de Marnoz — et Claude d'Aiglepierre. Jean (le puîné) créa en 1576 un jardin botanique à Marnoz, réputé le plus ancien de la France actuelle ; son fils cadet, Jean-Claude de Gilley, sire de Marnoz et baron de Franquemont, fut suivi de son propre fils Jean-Baptiste de Gilley, époux de Suzanne-Magdeleine du Châtelet. Ce dernier, trop dépensier et poursuivi par ses créanciers, fut cause de la chute de la famille de Gilley à Marnoz.
Ainsi, le 27 mars 1684, Pierre-François Gay, juge des sauneries de Salins et seigneur de Villers-les-Bois, achète une part de la seigneurie de Marnoz dite de St-Michel ; il est suivi au XVIIIe siècle de son fils Pierre-François-Xavier Gay, président à la Chambre des Comptes de Dole en 1736 et père de Charles-Antoine Gay, aussi président dans cette Chambre.
Cependant, François de Gilley, frère cadet de Nicolas vu plus haut, avait reçu l'autre moitié de la seigneurie de Marnoz, au XVIe siècle. Sa fille puînée Claudine de Gilley la transmet à son mari Gaspard de Vaux (Vaux ?) de Chasoy : Parents de François de Vaux, et de Philiberte de Vaux qui marie en 1574 Jean Alepy. Leur fils aîné Gaspard Alepy (il teste en 1635), héritier de son oncle maternel François, relève le nom de Vaux et épouse en 1613 Hippolyte, fille de Philibert de Pontailler de La Motte ; leur fils Joachim de Vaux d'Alepy marie en 1646 Jeanne de Buade, cousine issue de germain de Louis, d'où Joseph de Vaux d'Alepy, marié en 1676 et père de Magdeleine-Garielle de Vaux d'Alepy, qui épouse en 1713 Charles-François (de) Pillot de Chenecey. Thomas de Pillot (1713-1777), fils de ces derniers, épouse une héritière du comté de Coligny — Anne-Élisabeth de Sandersleben (de Wurtemberg-Montbéliard), d'où les Pillot-Coligny — mais leur fils Marie-Charles-Ignace de Pillot de Coligny (père de Charles-François-Emmanuel de Pillot-Coligny), émigre à la Révolution. Le 13 juin 1796, son jardinier Jean-Baptiste Miller rachète le château de Marnoz...

## Politique et administration

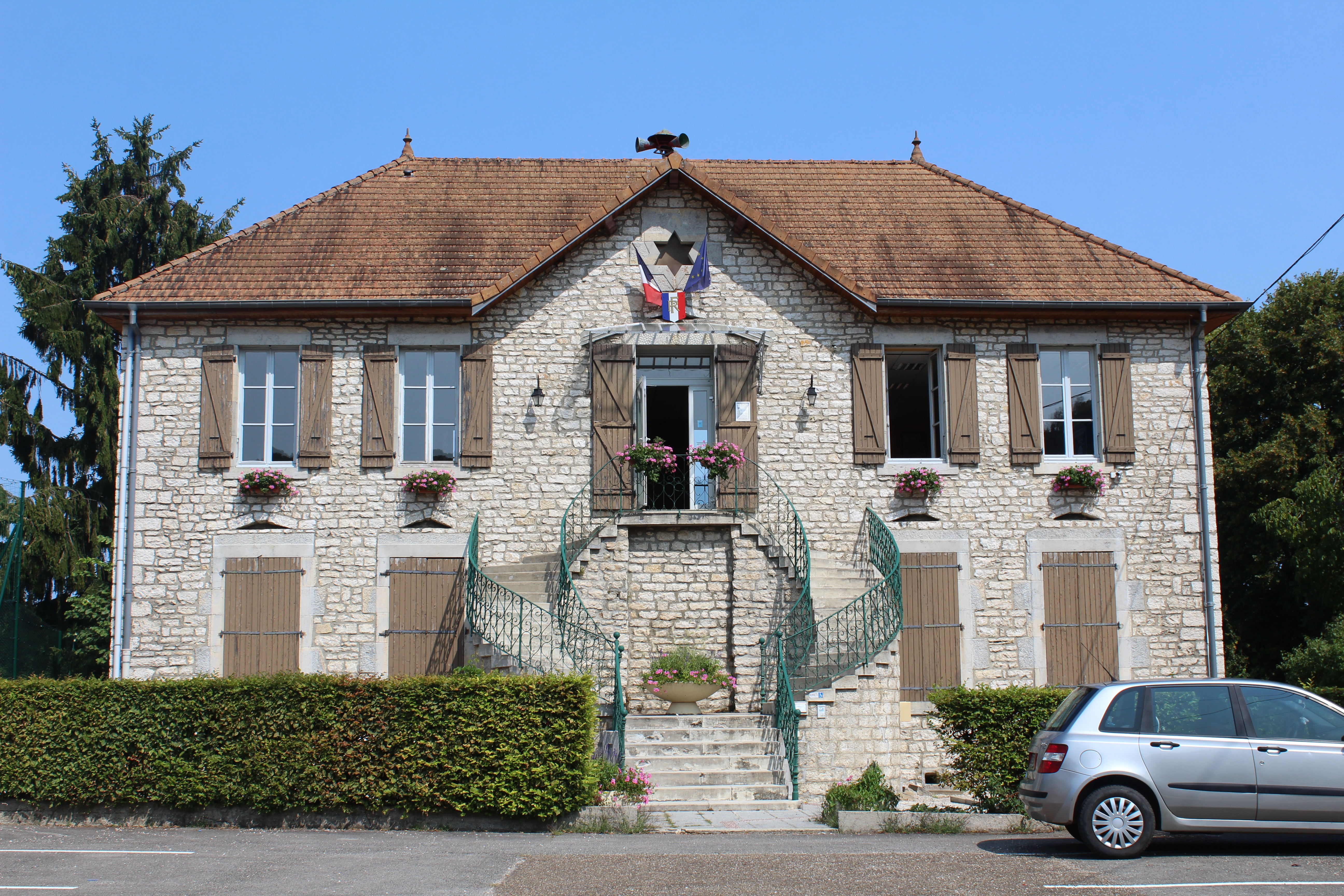
Mairie.

| Période | Période  | Identité       | Étiquette | Qualité                                                                                            |
| ------- | -------- | -------------- | --------- | -------------------------------------------------------------------------------------------------- |
| 2001    | 2020     | Jacques Faivre | DVD       | Retraité de l'enseignement Vice-président de la Communauté de communes du pays de Salins-les-Bains |
| 2020    | En cours | Alain Gavat    |           | |

## Démographie
L'évolution du nombre d'habitants est connue à travers les recensements de la population effectués dans la commune depuis 1793. Pour les communes de moins de 10 000 habitants, une enquête de recensement portant sur toute la population est réalisée tous les cinq ans, les populations de référence des années intermédiaires étant quant à elles estimées par interpolation ou extrapolation. Pour la commune, le premier recensement exhaustif entrant dans le cadre du nouveau dispositif a été réalisé en 2008.

En 2022, la commune comptait 379 habitants, en évolution de −6,88 % par rapport à 2016 (Jura : −0,81 %, France hors Mayotte : +2,11 %).
| 1793 | 1800 | 1806 | 1821 | 1831 | 1836 | 1841 | 1846 | 1851 |
| ---- | ---- | ---- | ---- | ---- | ---- | ---- | ---- | ---- |
| 356  | 380  | 391  | 446  | 487  | 469  | 438  | 393  | 391  |

| 1856 | 1861 | 1866 | 1872 | 1876 | 1881 | 1886 | 1891 | 1896 |
| ---- | ---- | ---- | ---- | ---- | ---- | ---- | ---- | ---- |
| 380  | 369  | 543  | 354  | 357  | 330  | 347  | 362  | 340  |

| 1901 | 1906 | 1911 | 1921 | 1926 | 1931 | 1936 | 1946 | 1954 |
| ---- | ---- | ---- | ---- | ---- | ---- | ---- | ---- | ---- |
| 332  | 283  | 310  | 249  | 244  | 247  | 243  | 270  | 309  |

| 1962 | 1968 | 1975 | 1982 | 1990 | 1999 | 2006 | 2008 | 2013 |
| ---- | ---- | ---- | ---- | ---- | ---- | ---- | ---- | ---- |
| 254  | 261  | 276  | 305  | 360  | 320  | 372  | 387  | 416  |

| 2018 | 2022 | - | - | - | - | - | - | - |
| ---- | ---- | - | - | - | - | - | - | - |
| 401  | 379  | - | - | - | - | - | - | - |

## Lieux et monuments
- Église Saint-Michel : comme tous les édifices dédiés au saint protecteur des voyageurs, l'église est située sur une hauteur. Le bâtiment conserve des traces des XIIe et XIIIe siècles dans sa nef, alors que le chœur et le clocher-beffroi date du XVIIe siècle. La statue de Saint-Michel terrassant le dragon orne le faîte du clocher.
- L'ancienne ligne de Mouchard à Salins-les-Bains reconvertie en voie verte et accessible depuis le carrefour de la D472 avec la D271.

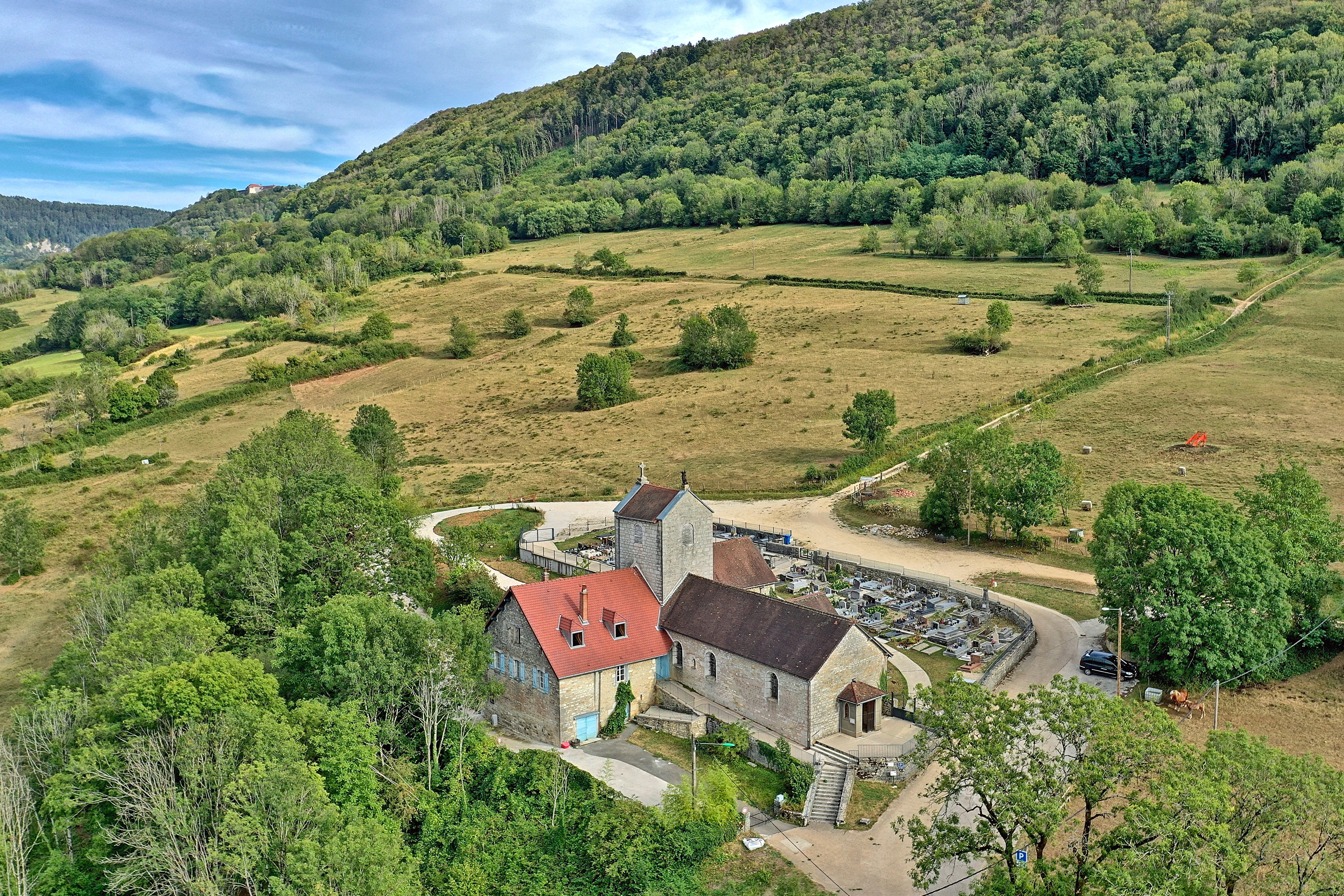
L'église sur la colline.
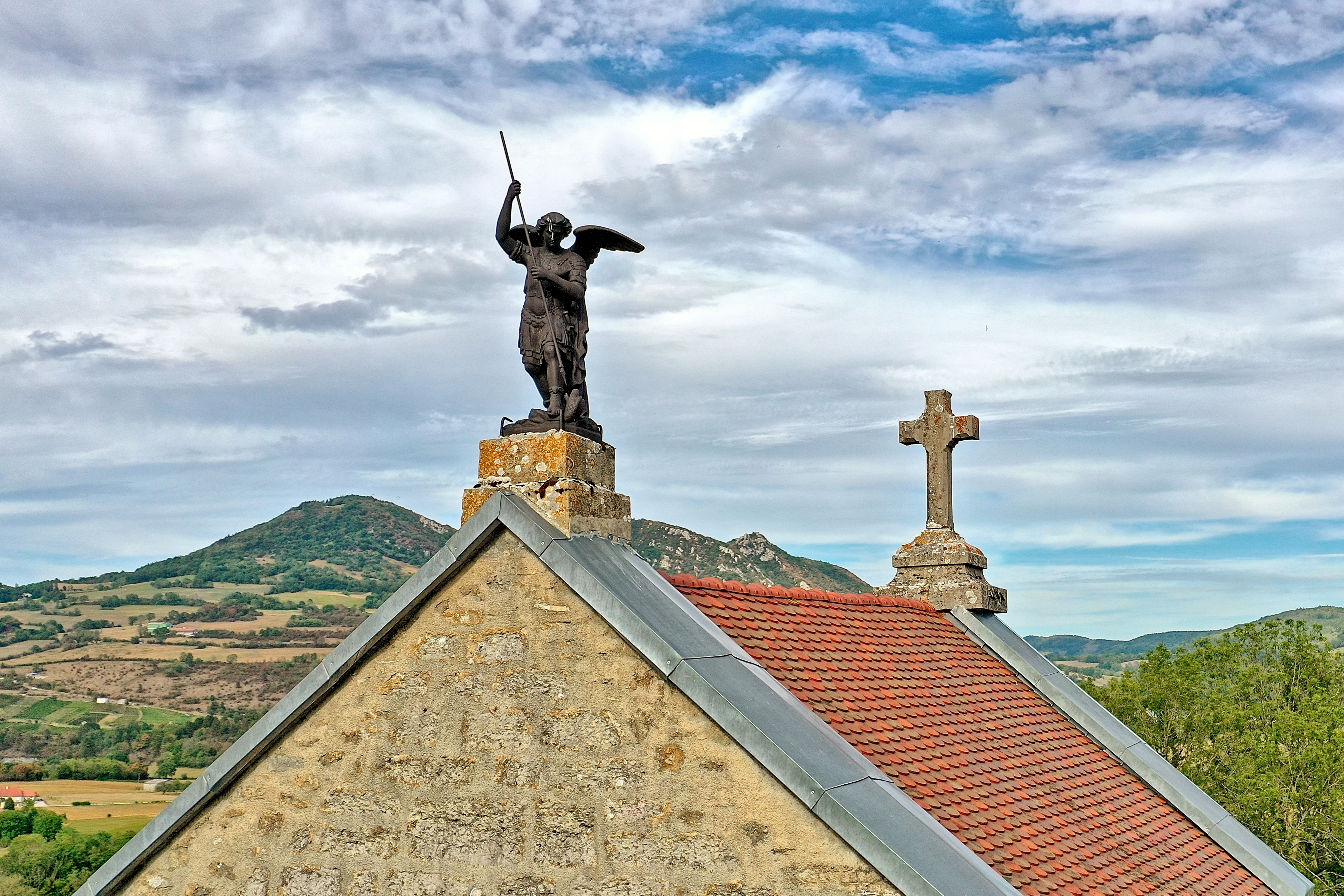
La statue faîtière de l'église.
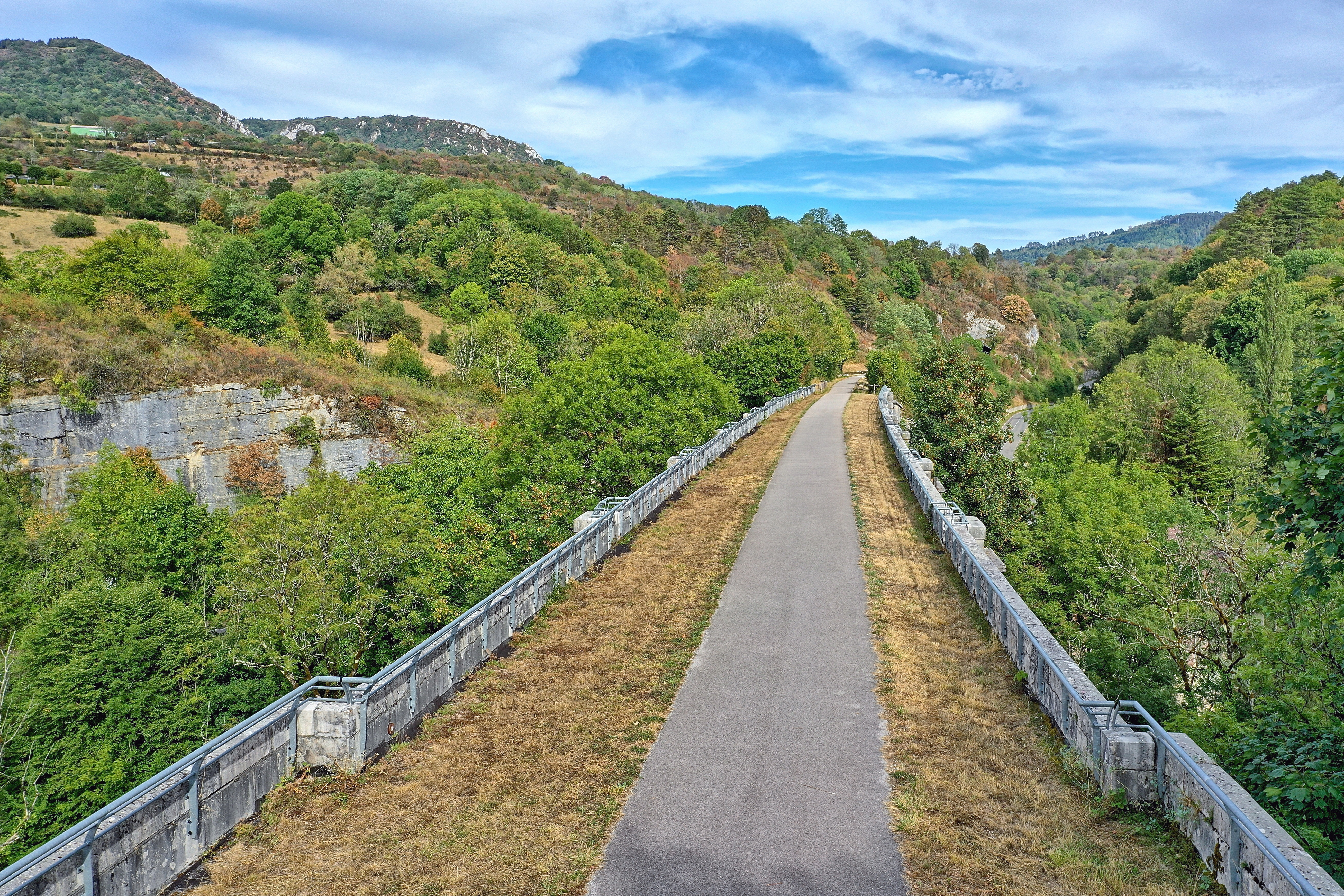
La voie verte au niveau du viaduc de la Furieuse.

## Personnalités liées à la commune
- Gustave Barratte (1857-1920), botaniste, ancien maire, né et mort à Marnoz.
- Narcisse Faucon (1857-1926), a vécu et est mort à Marnoz.
- Louis Pasteur a vécu enfant à Marnoz
- Georges Pernot (1879- 1962), ancien parlementaire du Doubs durant 35 ans (député ou sénateur de 1924 à 1959), plusieurs fois ministre, y vécut dans la dernière partie de sa vie.
- André Riffaud, dernier poilu présent à l'Arc de Triomphe.